# 神奈川県道23号原宿六ツ浦線
神奈川県道23号原宿六ツ浦線（かながわけんどう23ごう はらじゅくむつうらせん）は、神奈川県横浜市戸塚区原宿から同市金沢区六浦に至る県道（主要地方道）である。

## 概要
横浜国際港都建設計画道路3・4・3号環状4号線、鎌倉都市計画道路3・5・2号原宿六浦線として都市計画決定されている。横浜市の郊外を環状に通る環状4号線の一部である。
原宿六ツ浦線の六ツ浦は行政地名の表記と異なる。正式には六浦である。「ろくうら」と誤読されないように、わざと表記している。
横浜市南端部を東西に通り、沿線は住宅地として発達していることから通勤路線として、また内陸部を通る国道1号と東京湾沿岸部を通る国道16号といった幹線道路とを結ぶ、流通の大動脈でもある。鉄道から離れた地域（いわゆる鉄道空白地帯）を通ることから、沿線の住宅地と金沢八景駅、大船駅、港南台駅等を結ぶ路線バスの本数も多い。
大部分が片側1車線であり、渋滞が多発していることから、拡幅や交差点改良の事業が進められている。

## 路線データ
- 起点：横浜市戸塚区原宿 原宿交差点（国道1号接続）
- 終点：横浜市金沢区六浦 六浦交差点（国道16号接続）
- Google マップ

## 路線状況

### 通称
- 環状4号
- 鎌倉街道 - 神奈川県道21号横浜鎌倉線との重複区間

### 重複区間
- 神奈川県道21号横浜鎌倉線（鎌倉市鎌倉女子大前交差点 - 横浜市栄区公田交差点）

## 地理

### 通過する自治体
- 神奈川県
  - 横浜市（戸塚区 - 栄区） - 鎌倉市 - 横浜市（栄区） - 鎌倉市 - 横浜市（金沢区）

### 交差する道路・河川・鉄道路線
- 神奈川県横浜市戸塚区
  - 原宿交差点（国道1号・環状4号線）
- 神奈川県横浜市栄区
  - 田谷交差点（神奈川県道312号田谷藤沢線）
  - 笠間大橋下入口交差点（神奈川県道402号阿久和鎌倉線）
  - 笠間大橋（柏尾川・東海道本線・横須賀線・根岸線）
  - 笠間十字路交差点（神奈川県道203号大船停車場矢部線）
- 神奈川県鎌倉市
  - 鎌倉女子大前交差点（神奈川県道21号横浜鎌倉線）
- 神奈川県横浜市栄区
  - 桂町交差点（横浜市都市計画道路桂町戸塚遠藤線）
  - 天神橋（㹨川）
  - 公田交差点（神奈川県道21号横浜鎌倉線）
  - 紅葉橋（いたち川）
  - 中島橋（いたち川）
  - 新神戸橋（いたち川）
  - 相武隧道 ※トンネル内で鎌倉市を通過する
- 神奈川県横浜市金沢区
  - 朝比奈交差点（神奈川県道204号金沢鎌倉線）
  - 朝比奈インターチェンジ（横浜横須賀道路）
  - 大道橋（侍従川）
  - 六浦二号橋（侍従川）
  - 西六浦交差点（神奈川県道205号金沢逗子線）
  - 立体交差（京急本線・京急逗子線）
  - 六浦交差点（国道16号）

### 周辺の施設
- 公文国際学園中等部・高等部
- 瑜伽洞（田谷の洞窟）
- 横浜市立笠間小学校
- 鎌倉女子大学
- 横浜栄共済病院
- 栄警察署
- 栄区役所
- 本郷ふじやま公園
- 上郷市民の森
- 横浜霊園
- 横浜市立大道中学校
- 鼻欠地蔵
- 横浜市立大道小学校
- 横浜市立六浦小学校
- 六浦川
- 侍従川
- 金沢八景駅 - 終点から400メートルほど北